# Synta Technology Corporation
Synta Technology Corporation è un'azienda taiwanese che produce apparecchiature ottiche.

## Storia

### Fondazione
Synta Technology Corporation è stata fondata a Taoyuan, Taiwan intorno al 1980 dal progettista meccanico e ottico Dazhong Shen.

### Synta Optical Technology

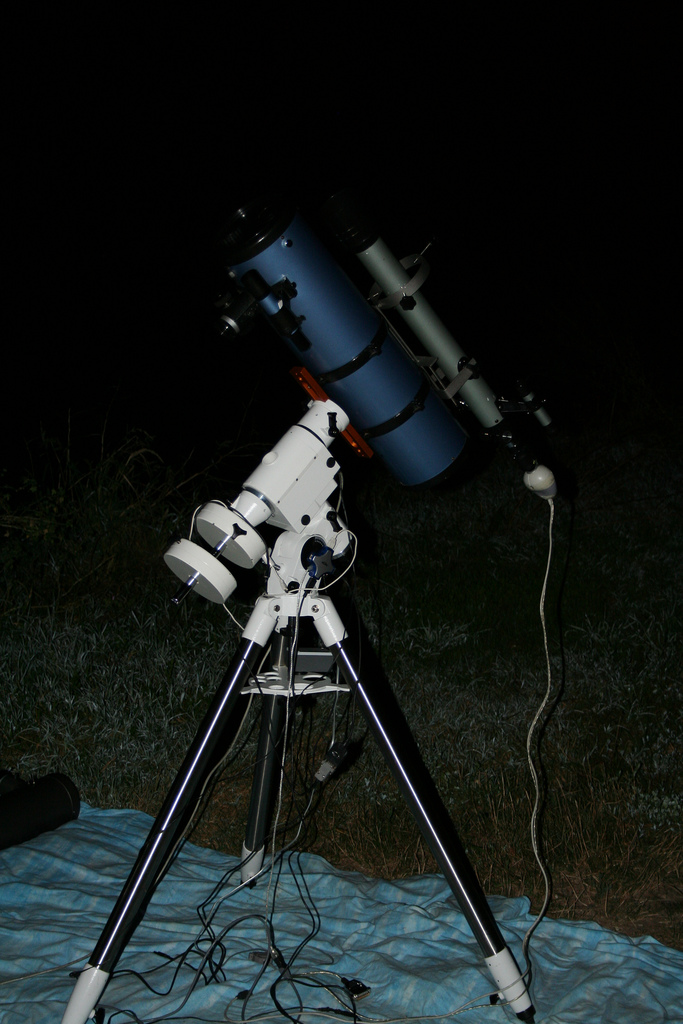
Telescopio riflettore SkyWatcher su montatura motorizzata GoTo SkyWatcher

Nel 1992 Synta, insieme a investitori canadesi, ha fondato la Suzhou Synta Optical Technology Co., Ltd a Suzhou (Jiangsu), Cina (sobborghi di Shanghai) come impianto di produzione che produce telescopi per innumerevoli marchi, tra cui Celestron, Tasco, Orion, Sky Watcher e molti altri. Sky Watcher è un marchio creato proprio da Synta nel 1999 con sede a Richmond, Columbia Britannica, che distribuisce in Canada ed in Europa, e dalla fine degli anni 2000 anche negli Stati Uniti. Synta distribuisce prodotti (binocoli e cannocchiali) anche col proprio brand Acuter.

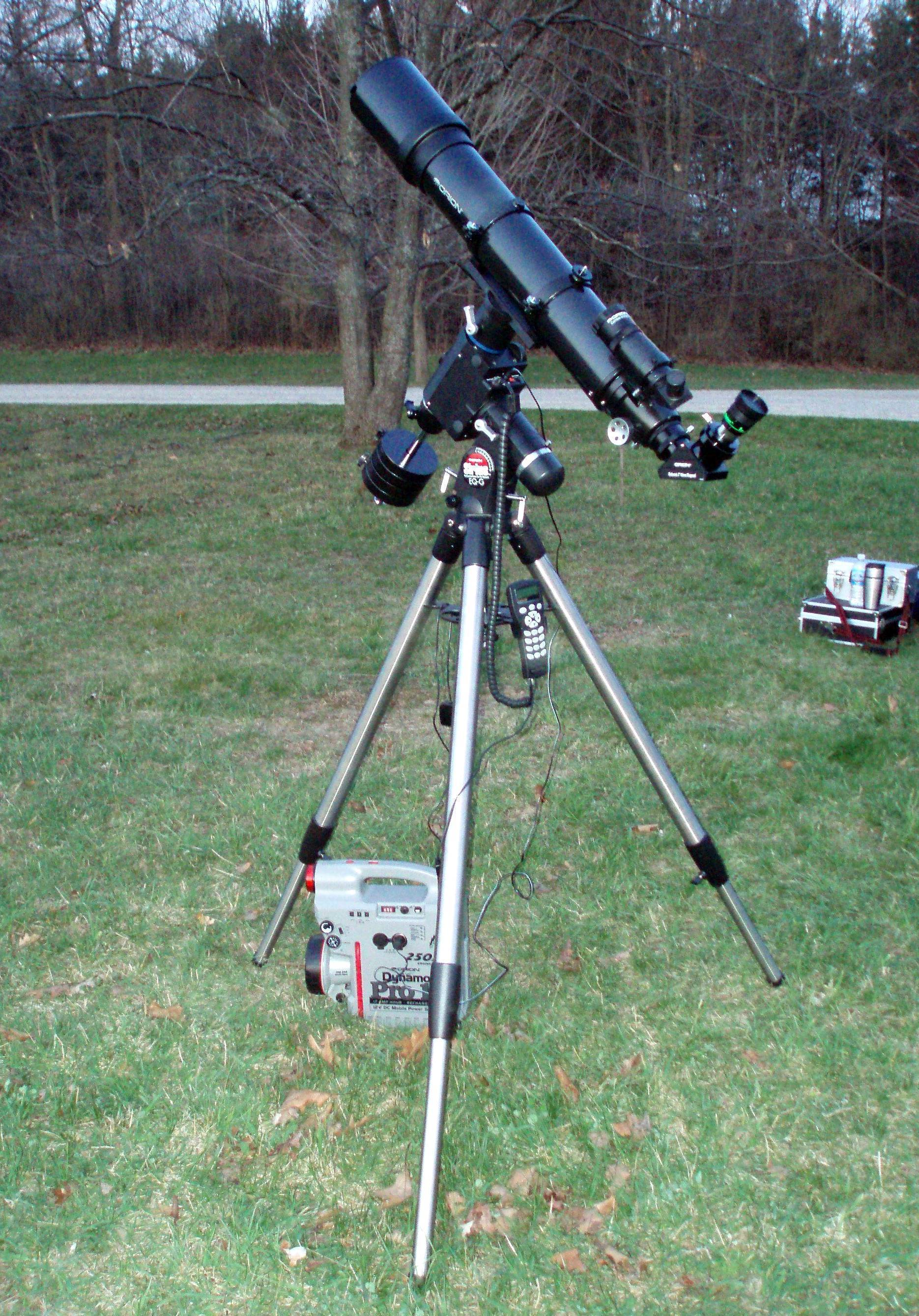
Telescopio prodotto da Synta Technology e rimarchiato Orion: Synta produce anche molti telescopi e binocoli poi commercializzati col marchio Orion, di proprietà di un'azienda statunitense sorta nel 1975 da non confondere con la quasi omonima Orion Optics, azienda inglese a sua volta produttrice di telescopi

### Acquisizione della Celestron

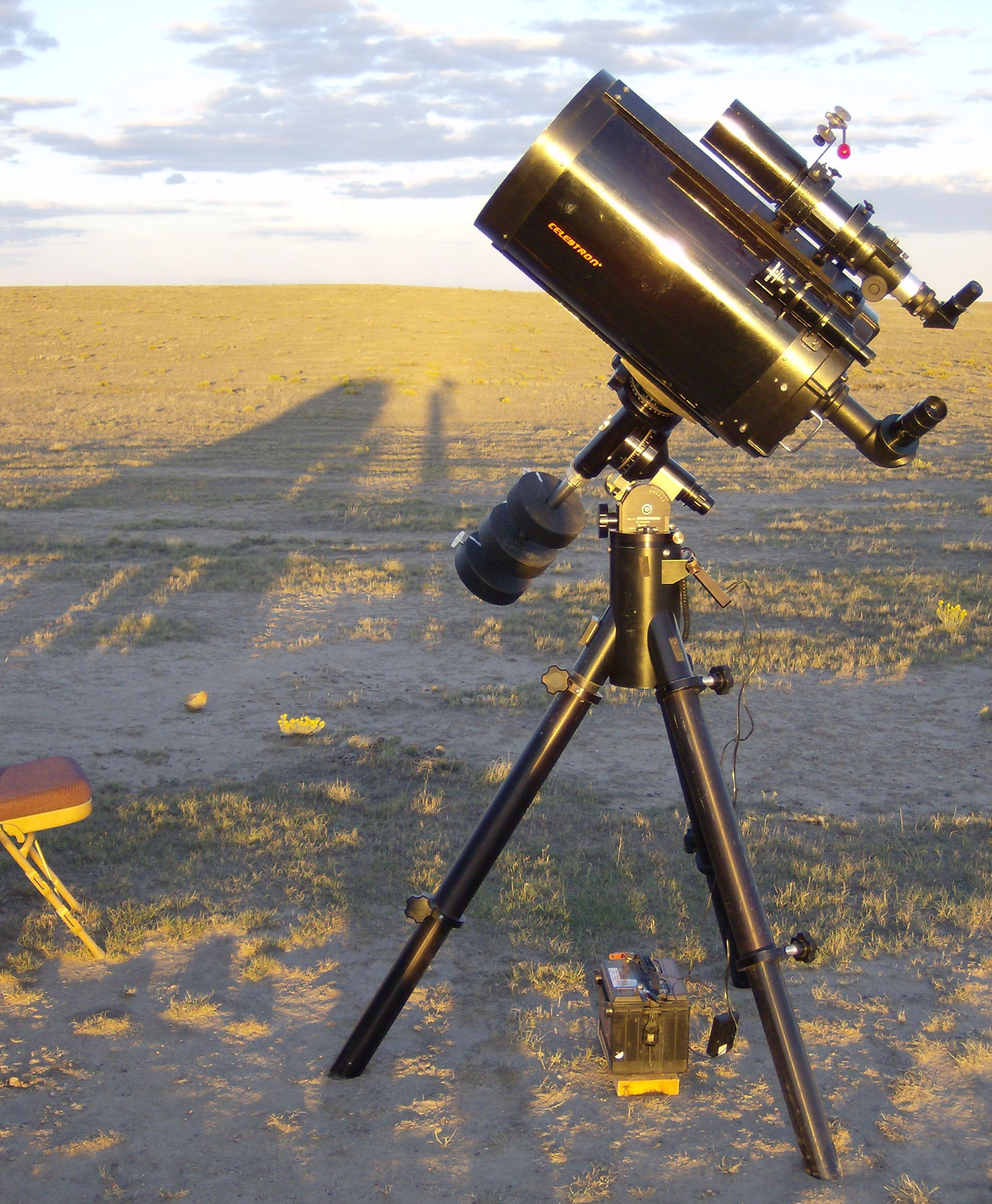
Schmidt-Cassegrain Celestron C14

L'acquisizione della Celestron Corporation da parte della Synta è avvenuta nel 2005 dopo un'aspra battaglia commerciale con altri competitor del settore, e dopo che nel 2003 l'azienda rivale Meade Instruments Corporation ne aveva tentato senza successo l'acquisizione. Synta, già da anni fornitrice dell'azienda statunitense, ha mantenuto una piccola parte della produzione Celestron di alta gamma negli impianti statunitensi SW Technology Corporation, holding con sede nel Delaware, spostando la restante produzione negli impianti di Suzhou.